# Östra Ryds distrikt
Östra Ryds distrikt är ett distrikt i Söderköpings kommun och Östergötlands län. 
Distriktet sydväst om Söderköping. 

## Tidigare administrativ tillhörighet
Distriktet inrättades 2016 och utgörs av socknen Östra Ryd.
Området motsvarar den omfattning Östra Ryds församling hade vid årsskiftet 1999/2000.